# Brainea
Brainea,  monotipski rod papratnica iz porodice  Blechnaceae. Jedina vrsta je B. insignis iz tropske Azije
Atraktivnog je izgleda, na prvi pogled izgleda kao biljka cikasa i vrlo je pogodna za uzgoj kao bonsai. Izvan Hong Konga, vrsta je ugrožena zbog uništavanja staništa i prekomjernog sakupljanja za uzgoj kao ukrasne biljke. U Hong Kongu je rasprostranjena na raznim lokacijama i populacije nisu posebno ugrožene.

## Sinonimi
- Bowringia Hook.
- Bowringia insignis Hook.
- Brainea formosana Hayata
- Brainea insignis var. formosana (Hayata) Tagawa
- Blechnum insigne (Hook.) C.M.Kuo